# Bozsok
Bozsok (deutsch Poschendorf, kroatisch Božok) ist eine ungarische Gemeinde im Kreis Kőszeg im Komitat Vas.

## Geografische Lage
Bozsok liegt 14 Kilometer nordwestlich des Komitatssitzes Szombathely, 8 Kilometer südwestlich der Kreisstadt Kőszeg, an dem Fluss Bozsoki-patak und grenzt im Westen an Österreich. Die höchste Erhebung auf dem Gemeindegebiet ist das nordwestlich liegende 884 Meter hohe Gipfelplateau des Írott-Kő (Geschriebenstein), das sich direkt auf der Grenze befindet. Nachbargemeinden sind Velem, Kőszegszerdahely, Perenye und Bucsu. Jenseits der Grenze befindet sich die burgenländische Gemeinde Rechnitz.

## Geschichte
Die Siedlung wurde 1273 erstmals in einer Urkunde von König Ladislaus IV. als "villa Bosuk" erwähnt.
Bei der Belagerung der Burg Kőszeg durch die Türken im Jahr 1532 wurde Bozsok zusammen mit den umliegenden Dörfern zerstört und vollständig entvölkert. Die nun fehlende Bevölkerung wurde durch deutsche und kroatische Siedler ersetzt. 1538 erhielt die Familie Sibrik aus Szarvaskend den Ort vom König. Das Schloss Sibrik wurde 1554 erstmals in einer Quelle erwähnt, obwohl schon früher hier ein Herrenhaus stand. 1614 wurde das Schloss wegen der türkischen Gefahr befestigt. 1616 ging der Besitz durch Kauf von der Familie Bagossy an die Familie Batthyány über.
Ende des 19. Jahrhunderts wurde das Dorf vollständig magyarisiert. Im Jahr 1910 hatte es 706 ungarische Einwohner und gehörte zum Stuhlbezirk Kőszeg des Komitats Eisenburg.
1984 wurde im Schloss Sibrik der Roman Különös házasság (Eine seltsame Ehe) von Kálmán Mikszáth verfilmt.
Am 2. Juni 1991 wurde ein Grenzübergang nach Rechnitz eröffnet.

## Gemeindepartnerschaften
- Zetea, Rumänien, seit 1999

## Sehenswürdigkeiten
- Schloss der Familie Sibrik: Das Schloss wurde 1614 auf den Fundamenten eines römischen Kastells oder mittelalterlichen Herrenhauses erbaut und befindet sich seit Jahrhunderten im Besitz der Familie, die es 1702 und 1815 wieder aufbauen ließ.  Es wurde 1906 vom Schriftsteller Gyula Végh gekauft, der es in renovierte.  Er wurde 1951 abgesiedelt und das Schloss wurde Erholungsheim der Komitatsverwaltung. Heute ist es ein Hotel, sein 7 Hektar großer schöner Park steht unter Naturschutz.

- Burgruine Batthyány: Das Baujahr ist unbekannt.  An einigen Stellen sind die Mauern der Ruine noch im Obergeschoss vorhanden. Es war einst auch im Besitz der Familie Sibrik und im Jahre 1616 an die Familie Batthyány verpfändet, später in deren Besitz wurde. Während des Rákóczi-Aufstandes war es zuerst ein kaiserliches und dann ein kuruzisches Hauptquartier. Zu Beginn des 19. Jahrhunderts war es im Besitz des Grafen Franz von Althan. Nach dem Tod der Gräfin von Althan im Jahr 1832 blieb die Burg unbewohnt und brannte 1841 durch einen Blitzeinschlag aus. Durch die fehlende Sicherung verfällt die Ruinen weiterhin. Die zum Schloss gehörenden Mägdehäuser sind noch erhalten.

- St. Anna-Kirche: die römisch-katholische Kirche ist mittelalterlichen Ursprungs und wurde 1630 in ihrer heutigen Form erbaut. Es wurde 1743 renoviert und 1773 erweitert. Sie steht unter Denkmalschutz.

- Josephskapelle (1775)

- Aussichtswarte Geschriebenstein (Írott-kő): Auf dem höchsten Punkt des Kőszeg-Gebirges, an der nördlichen Grenze des Dorfes, steht der 1913 erbaute Aussichtsturm. Der Gipfel ist nach einem Felsen auf österreichischer Seite, etwa 40 Meter vom Aussichtspunkt entfernt, benannt, der die eingravierten Buchstaben CBE (Comes Batthyány Esterházy) trägt. Sie beziehen sich auf den ehemaligen Besitzer des Gebiets. Entlang des Wanderweges führt ein Lehrpfad zum Aussichtspunkt. Hier ist der Endpunkt des Fernwanderweges Blaue Landestour.

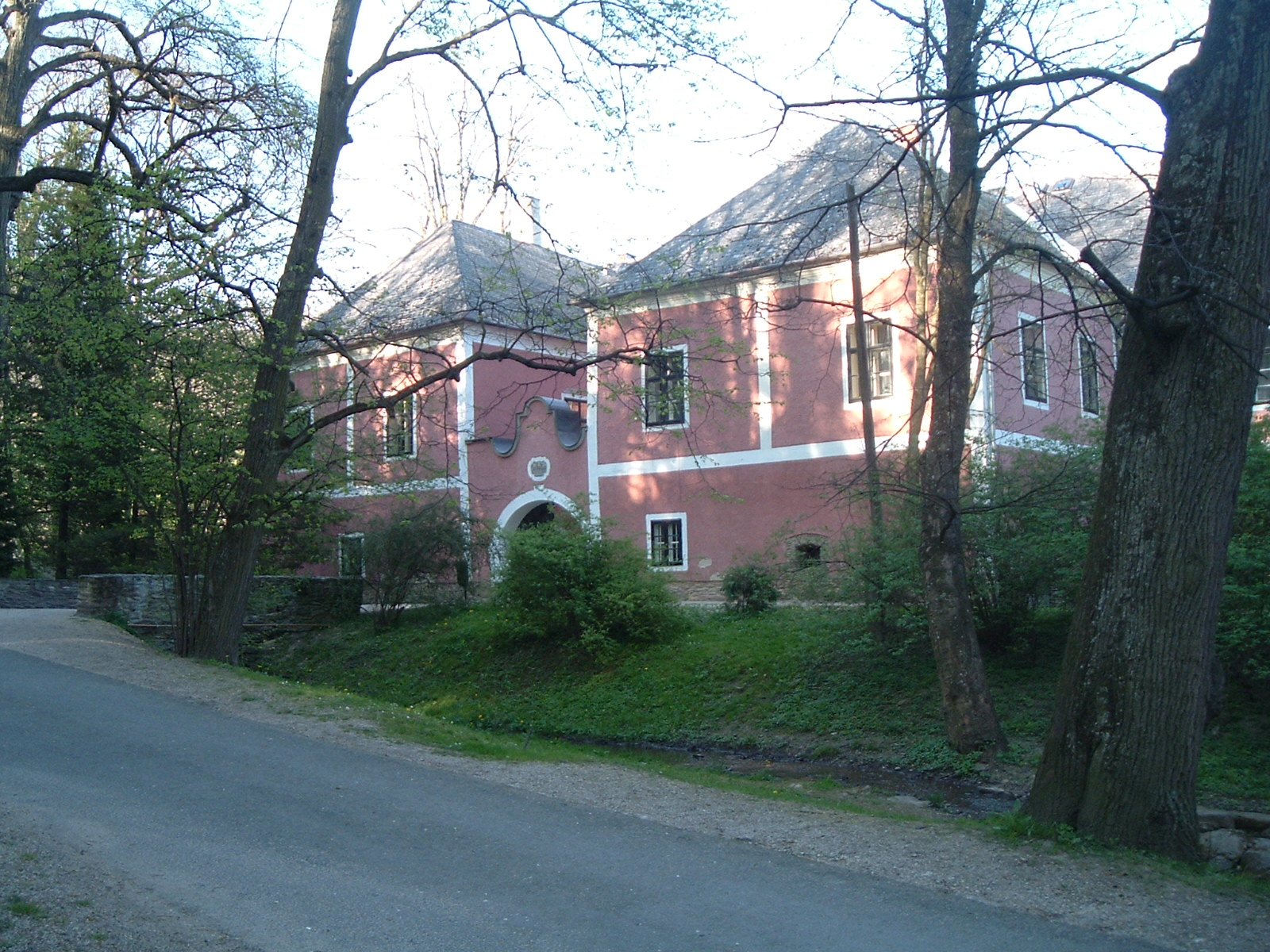
Schloss  Sibrik
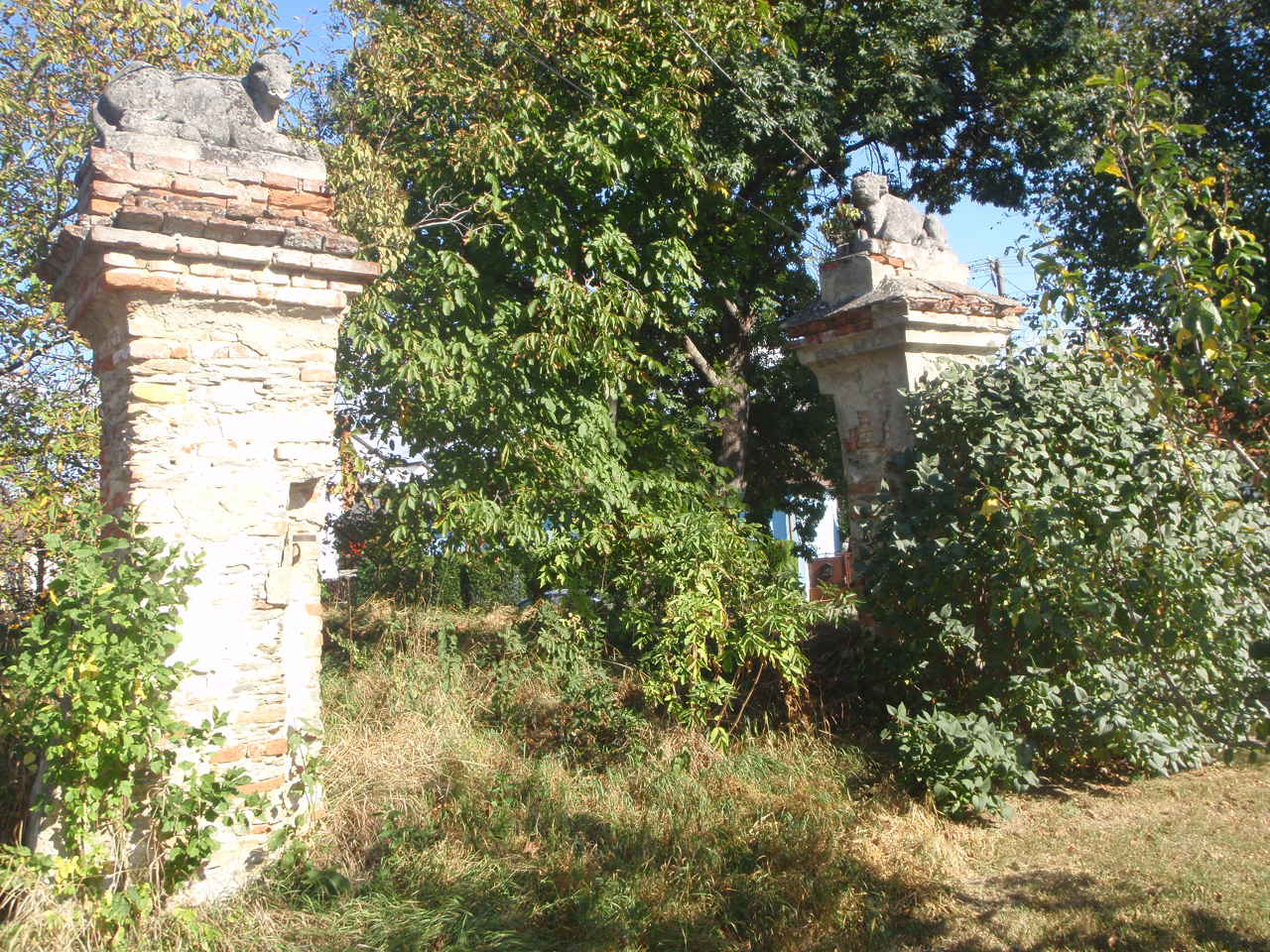
Tor zur Burgruine  Batthyány
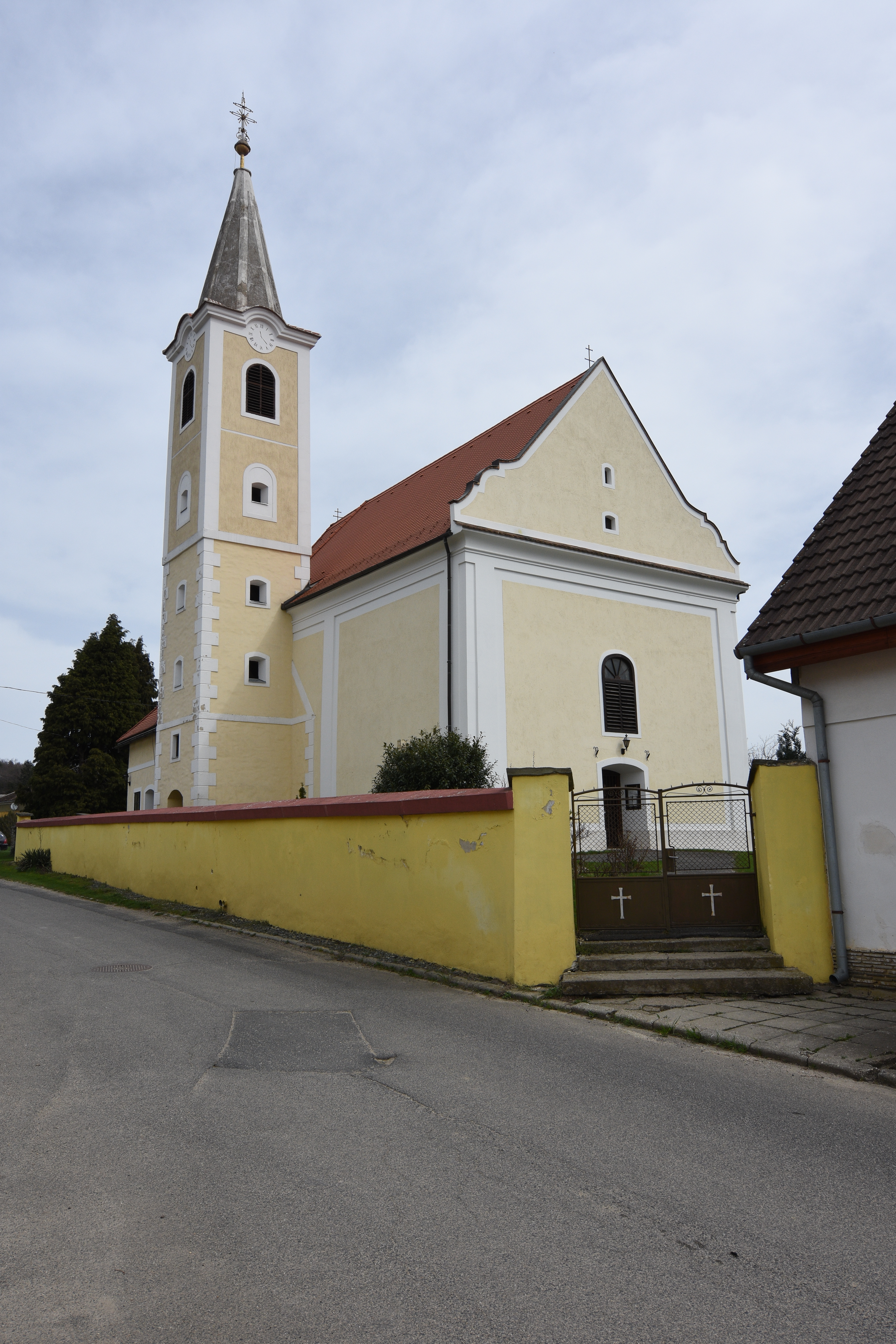
St. Anna-Kirche
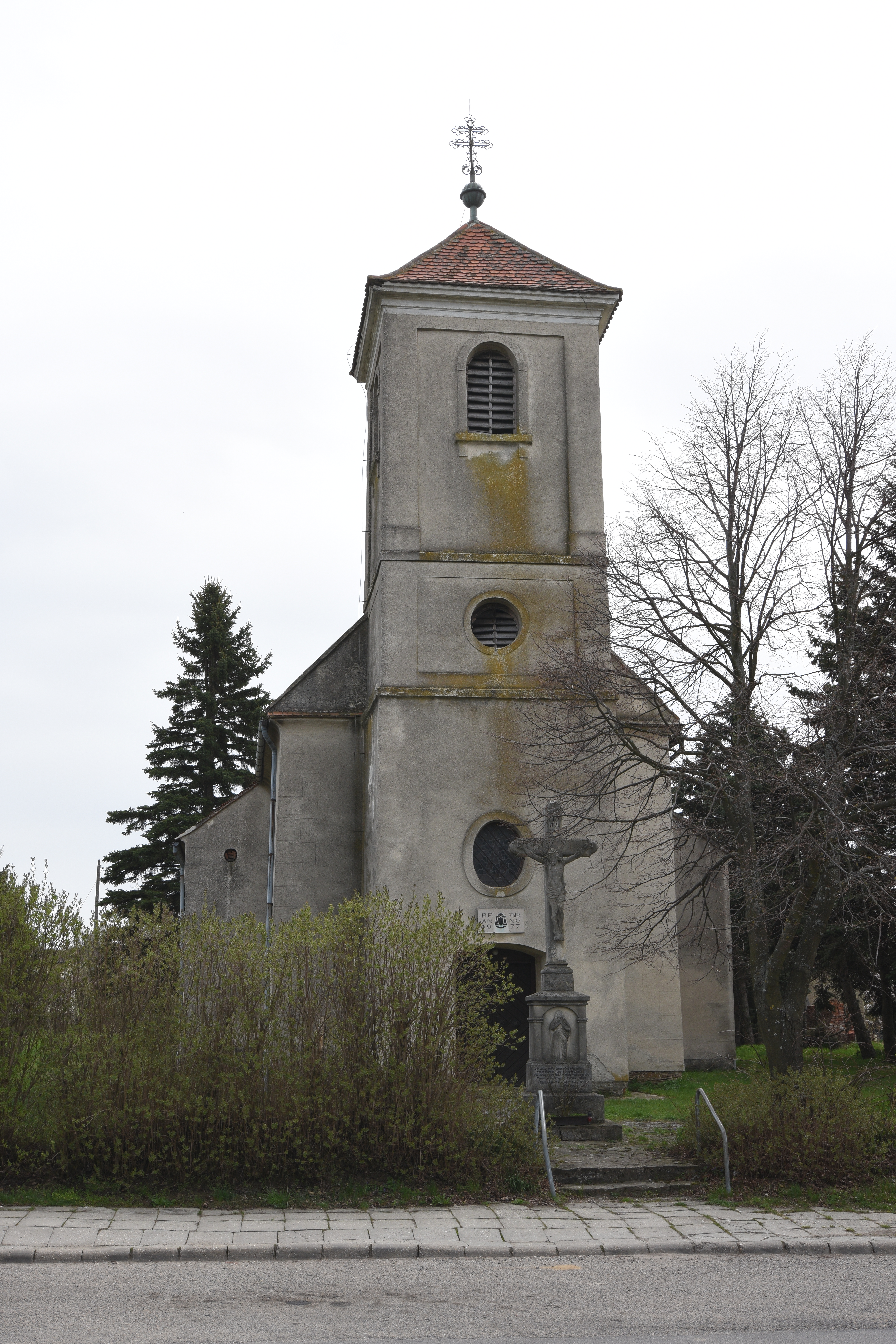
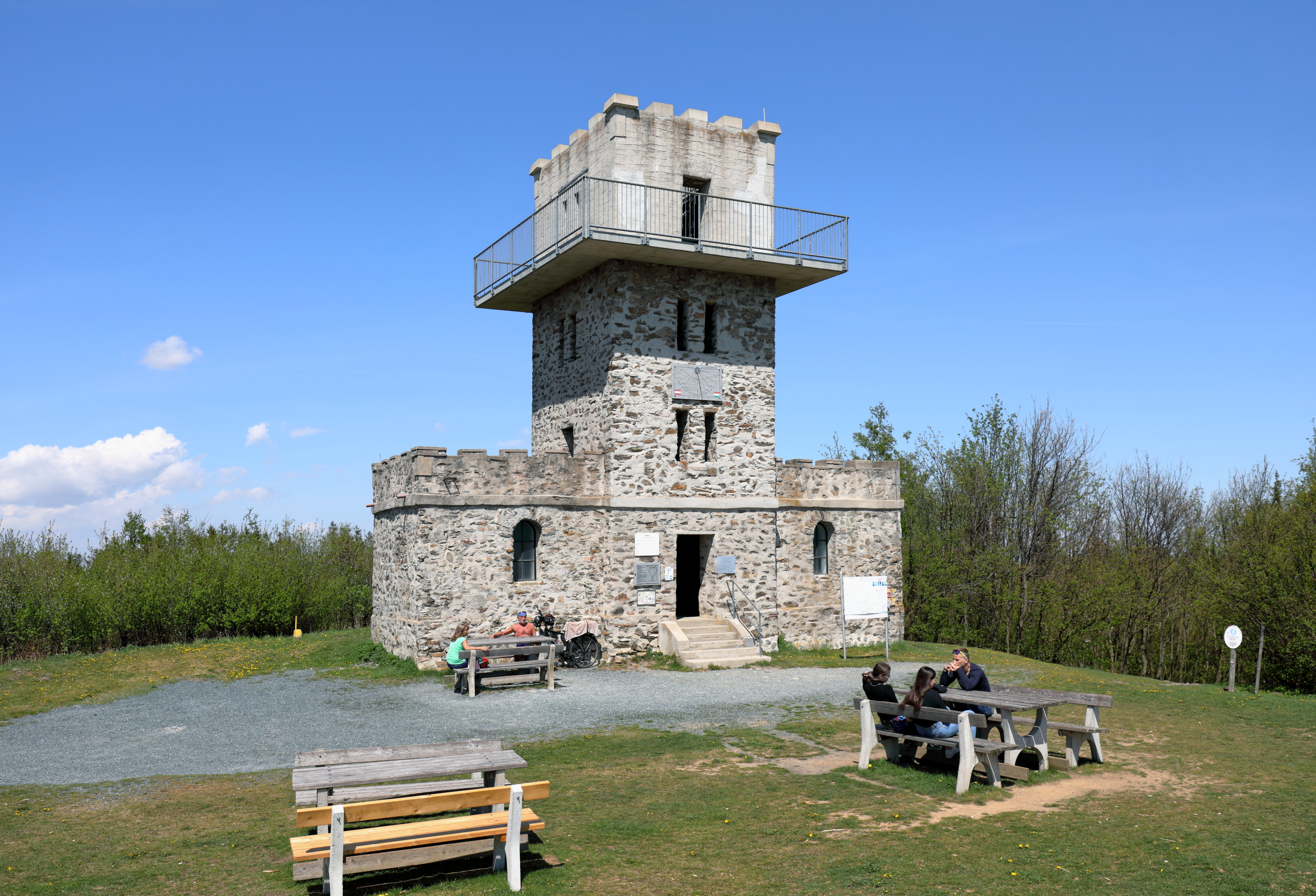
Aussichtswarte Geschriebenstein